# Фурукава, Масару
Масару Фурукава (яп. 古川 勝 Фурукава Масару, 6 января 1936 — 21 ноября 1993) — японский пловец, олимпийский чемпион.
Масару Фурукава родился в 1936 году в городе Хасимото префектуры Вакаяма; окончил университет Нихон.
В 1954 и 1955 годах Масару Фурукава установил мировые рекорды на дистанции 200 м брассом. В 1956 году на Олимпийских играх в Мельбурне он завоевал золотую медаль. В 1958 году он стал чемпионом Азиатских игр.
В 1981 году Масару Фурукава был включён в Международный зал славы плавания.